# 올포원
올포원(영어: All-4-One)는 미국의 남성 알앤비, 팝 그룹으로, 히트 싱글 "I Swear", "So Much in Love" 그리고 "I Can Love You Like That"으로 잘 알려져 있다. 이 그룹은 앤텔로프 밸리와 모하비 지역 출신인 제이미 존스, 딜리어스 케네디, 알프레드 네바레스, 토니 보로위액으로 구성되어 있다. 이 그룹은 전 세계적으로 6,900만 장의 앨범을 판매했다.